# Hatra
Hatra (tiếng Ả Rập: الحضر al-Ḥaḍr) là một thành phố cổ tọa lạc tại tỉnh Ninawa, Iraq. Nơi đây được biết đến là al-Hadr, một tên xuất hiện một lần trong chữ khắc cổ. Thành phố này nằm cách Bagdad khoảng 290 km (180 mi) về phía tây bắc Bagdad và cách Mosul 110 km (68 mi) về tây nam.
Ngày 7 tháng 3 năm 2015, nhiều nguồn tin khác nhau bao gồm các quan chức Iraq cho biết ISIL đã bắt đầu phá hủy những tàn tích Hatra.